# Jørn Sloth
Jørn Sloth est un joueur d'échecs danois né le 5 septembre 1944 à Sjørring. 
Il a les titres de maître de la Fédération internationale des échecs et de grand maître international d'échecs par correspondance.

## Titres de champion du monde et de champion d'Europe
Jørn Sloth a remporté :
- le Championnat d'Europe d'échecs junior en janvier 1964 et
- le huitième Championnat du monde d'échecs par correspondance (1975-1980).

## Compétitions par équipe
Jørn Sloth a représenté le Danemark lors :
- de quatre olympiades universitaires (championnats du monde par équipes des étudiants de moins de 26 ans), remportant la médaille d'or individuelle au troisième échiquier (avec 9 victoires et 3 nulles en 12 parties) en 1965 et deux médailles de bronze par équipe (en 1965 et 1966)[1] ;
- de l'Olympiade d'échecs de 1972 à Skopje où il marqua la moitié des points (8,5/17) au premier échiquier ;
- de trois coupes Clare Benedict (1973, 1974 et 1977) ;
- de deux coupes d'Europe des clubs d'échecs (en 1982 et 1984).